# Lista de primeiros-ministros do Líbano
Esta é uma lista dos primeiros-ministros do Líbano desde a criação do cargo em 1926. Embora não seja especificamente declarado na Constituição, um entendimento não escrito conhecido como Pacto Nacional, acordado em 1943, resultou no titular do cargo ser um muçulmano sunita em cada ciclo eleitoral desde aquela época. No entanto, vários primeiros-ministros no passado foram cristãos.

## Lista de primeiros-ministros do Líbano (1926-presente)
| #                                                                              | Retrato | Nome (Nascimento–Morte)                                                           | Mandato                 | Mandato                 | Partido                                      |
| ------------------------------------------------------------------------------ | ------- | --------------------------------------------------------------------------------- | ----------------------- | ----------------------- | -------------------------------------------- |
| Primeiros-ministros do Grande Líbano ( Mandato Francês do Líbano ) (1926–1943) |         |                                                                                   |                         |                         |                                              |
| 1                                                                              |         | Auguste Adib Pacha أوغست أديب باشا (1883–1945) (1ª mandato)                       | 31 de Maio de 1926      | 5 de Maio de 1927       | Independente                                 |
| 2                                                                              |         | Bechara Khoury بشارة الخوري (1890–1964) (1ª mandato)                              | 5 de Maio de 1927       | 10 de Agosto de 1928    | Partido Constitucional                       |
| 3                                                                              |         | Habib Pacha Es-Saad حبيب باشا السعد (1867–1942)                                   | 10 de Agosto de 1928    | 9 de Maio de 1929       | Independente                                 |
| 4                                                                              |         | Bechara Khoury بشارة الخوري (1890–1964) (2ª mandato)                              | 9 de Maio de 1929       | 11 de Outubro de 1929   | Partido Constitucional                       |
| 5                                                                              |         | Émile Eddé إميل أده (1886–1949) (1ª mandato)                                      | 11 de Outubro de 1929   | 25 de Março de 1930     | Bloco Nacional Libanês                       |
| 6                                                                              |         | Auguste Adib Pacha أوغست أديب باشا (1883–1945) (2ª mandato)                       | 25 de Março de 1930     | 9 de Março de 1932      | Independente                                 |
| 7                                                                              |         | Charles Debbas شارل دباس (1885–1935)                                              | 9 de Março de 1932      | 29 de Janeiro de 1934   | Independente                                 |
| —                                                                              |         | Abdallah Beyhum عبد الله بيهم (1879–1962) (1ª mandato) Primeiro-Ministro Interino | 29 de Janeiro de 1934   | 30 de Janeiro de 1936   | Independente                                 |
| 8                                                                              |         | Ayoub Tabet أيوب ثابت (1884–1951) (1ª mandato)                                    | 30 de Janeiro de 1936   | 5 de Janeiro de 1937    | Independente                                 |
| 9                                                                              |         | Khayreddine Ahdab خير الدين الأحدب (1894–1941)                                    | 5 de Janeiro de 1937    | 18 de Março de 1938     | Independente                                 |
| 10                                                                             |         | Khaled Chehab خالد شهاب (1886–1978) (1ª mandato)                                  | 18 de Março de 1938     | 24 de Outubro de 1938   | Independente                                 |
| 11                                                                             |         | Abdallah Yafi عبد الله اليافي (1901–1986) (1ª mandato)                            | 24 de Outubro de 1938   | 21 de Setembro de 1939  | Independente                                 |
| 12                                                                             |         | Abdallah Beyhum عبد الله بيهم (1879–1962) (2ª mandato)                            | 21 de Setembro de 1939  | 4 de Abril de 1941      | Independente                                 |
| 13                                                                             |         | Alfred Georges Naccache الفرد جورج النقاش (1887–1978)                             | 7 de Abril de 1941      | 26 de Novembro de 1941  | Partido Kataeb                               |
| 14                                                                             |         | Ahmad Daouk أحمد الداعوق (1ª mandato)                                             | 1 de Dezembro de 1941   | 26 de Julho de 1942     | Independente                                 |
| 15                                                                             |         | Sami Solh سامي الصلح (1887–1968) (1ª mandato)                                     | 26 de Julho de 1942     | 22 de Março de 1943     | Independente                                 |
| —                                                                              |         | Ayoub Tabet أيوب ثابت (1884–1951) (2ª mandato) Primeiro-Ministro Interino         | 22 de Março de 1943     | 21 de Julho de 1943     | Independente                                 |
| 16                                                                             |         | Petro Trad بترو طراد (1876–1947)                                                  | 1 de Agosto de 1943     | 25 de Setembro de 1943  | Independente                                 |
| Primeiros-ministros da República do Líbano (1943–presente)                     |         |                                                                                   |                         |                         |                                              |
| 17                                                                             |         | Riad Solh رياض الصلح (1894–1951) (1ª mandato)                                     | 25 de Setembro de 1943  | 10 de Janeiro de 1945   | Movimento Independência                      |
| 18                                                                             |         | Abdul Hamid Karami عبد الحميد كرامي (1890–1950)                                   | 10 de Janeiro de 1945   | 20 de Agosto de 1945    | Independente                                 |
| 19                                                                             |         | Sami Solh سامي الصلح (1887–1968) (2ª mandato)                                     | 23 de Agosto de 1945    | 22 de Maio de 1946      | Independente                                 |
| 20                                                                             |         | Saadi Munla سعدي المنلا                                                           | 22 de Maio de 1946      | 14 de Dezembro de 1946  | Independente                                 |
| 21                                                                             |         | Riad Solh رياض الصلح 1894–1951 (2ª mandato)                                       | 14 de Dezembro de 1946  | 14 de Fevereiro de 1951 | Movimento Independência                      |
| 22                                                                             |         | Hussein Oweini حسين العويني (1900–1971) (1ª mandato)                              | 14 de Fevereiro de 1951 | 7 de Abril de 1951      | Independente                                 |
| 23                                                                             |         | Abdallah Yafi عبد الله اليافي (1901–1986) (2ª mandato)                            | 7 de Abril de 1951      | 11 de Fevereiro de 1952 | Independente                                 |
| 24                                                                             |         | Sami Solh سامي الصلح (1887–1968) (3ª mandato)                                     | 11 de Fevereiro de 1952 | 9 de Setembro de 1952   | Independente                                 |
| 25                                                                             |         | Nazem Akkari ناظم عكاري                                                           | 10 de Setembro de 1952  | 14 de Setembro de 1952  | Independente                                 |
| 26                                                                             |         | Saeb Salam صائب سلام (1905–2000) (1ª mandato)                                     | 14 de Setembro de 1952  | 18 de Setembro de 1952  | Independente                                 |
| 27                                                                             |         | Abdallah Yafi عبد الله اليافي (1901–1986) (3ª mandato)                            | 24 de Setembro de 1952  | 30 de Setembro de 1952  | Independente                                 |
| 28                                                                             |         | Khaled Chehab خالد شهاب (1886–1978) (2ª mandato)                                  | 1 de Outubro de 1952    | 1 de Maio de 1953       | Independente                                 |
| 29                                                                             |         | Saeb Salam صائب سلام (1905–2000) (2ª mandato)                                     | 1 de Maio de 1953       | 16 de Agosto de 1953    | Independente                                 |
| 30                                                                             |         | Abdallah Yafi عبد الله اليافي (1901–1986) (4ª mandato)                            | 16 de Agosto de 1953    | 16 de Setembro de 1954  | Independente                                 |
| 31                                                                             |         | Sami Solh سامي الصلح (1887–1968) (4ª mandato)                                     | 16 de Setembro de 1954  | 19 de Setembro de 1955  | Independente                                 |
| 32                                                                             |         | Rashid Karami رشيد كرامي (1921–1987) (1ª mandato)                                 | 19 de Setembro de 1955  | 20 de Março de 1956     | Independente                                 |
| 33                                                                             |         | Abdallah Yafi عبد الله اليافي (1901–1986) (5ª mandato)                            | 20 de Março de 1956     | 18 de Novembro de 1956  | Independente                                 |
| 34                                                                             |         | Sami Solh سامي الصلح (1887–1968) (5ª mandato)                                     | 18 de Novembro de 1956  | 20 de Setembro de 1958  | Independente                                 |
| —                                                                              |         | Khalil Hibri خليل الهبري (1904–?) Primeiro-Ministro Interino                      | 20 de Setembro de 1958  | 24 de Setembro de 1958  | Independente                                 |
| 35                                                                             |         | Rashid Karami رشيد كرامي (1921–1987) (2ª mandato)                                 | 24 de Setembro de 1958  | 14 de Maio de 1960      | Independente                                 |
| 36                                                                             |         | Ahmad Daouk أحمد الداعوق (2ª mandato)                                             | 14 de Maio de 1960      | 1 de Agosto de 1960     | Independente                                 |
| 37                                                                             |         | Saeb Salam صائب سلام (1905–2000) (3ª mandato)                                     | 2 de Agosto de 1960     | 31 de Outubro de 1961   | Independente                                 |
| 38                                                                             |         | Rashid Karami رشيد كرامي (1921–1987) (3ª mandato)                                 | 31 de Outubro de 1961   | 20 de Fevereiro de 1964 | Independente                                 |
| 39                                                                             |         | Hussein Oweini حسين العويني (1900–1971) (2ª mandato)                              | 20 de Fevereiro de 1964 | 25 de Julho de 1965     | Independente                                 |
| 40                                                                             |         | Rashid Karami رشيد كرامي (1921–1987) (4ª mandato)                                 | 25 de Julho de 1965     | 9 de Abril de 1966      | Independente                                 |
| 41                                                                             |         | Abdallah Yafi عبد الله اليافي (1901–1986) (6ª mandato)                            | 9 de Abril de 1966      | 2 de Dezembro de 1966   | Independente                                 |
| 42                                                                             |         | Rashid Karami رشيد كرامي (1921–1987) (5ª mandato)                                 | 7 de Dezembro de 1966   | 8 de Fevereiro de 1968  | Independente                                 |
| 43                                                                             |         | Abdallah Yafi عبد الله اليافي (1901–1986) (7ª mandato)                            | 8 de Fevereiro de 1968  | 15 de Janeiro de 1969   | Independente                                 |
| 44                                                                             |         | Rashid Karami رشيد كرامي (1921–1987) (6ª mandato)                                 | 15 de Janeiro de 1969   | 13 de Outubro de 1970   | Independente                                 |
| 45                                                                             |         | Saeb Salam صائب سلام (1905–2000) (4ª mandato)                                     | 13 de Outubro de 1970   | 25 de Abril de 1973     | Independente                                 |
| 46                                                                             |         | Amin Hafez أمين الحافظ (1926–2009)                                                | 25 de Abril de 1973     | 21 de Junho de 1973     | Independente                                 |
| 47                                                                             |         | Takieddine Solh تقي الدين الصلح (1908–1988) (1ª mandato)                          | 21 de Junho de 1973     | 31 de Outubro de 1974   | Independente                                 |
| 48                                                                             |         | Rachid Solh رشيد الصلح (1926–2014) (1ª mandato)                                   | 31 de Outubro de 1974   | 24 de Maio de 1975      | Independente                                 |
| 49                                                                             |         | Nureddine Rifai نور الدين الرفاعي (1899–?)                                        | 24 de Maio de 1975      | 27 de Maio de 1975      | Militar                                      |
| 50                                                                             |         | Rashid Karami رشيد كرامي (1921–1987) (7ª mandato)                                 | 1 de Julho de 1975      | 8 de Dezembro de 1976   | Frente de Salvação Nacional                  |
| 51                                                                             |         | Selim Hoss سليم الحص (1929–) (1ª mandato)                                         | 8 de Dezembro de 1976   | 20 de Julho de 1980     | Independente                                 |
| 52                                                                             |         | Takieddine Solh تقي الدين الصلح (1908–1988) (2ª mandato)                          | 20 de Julho de 1980     | 25 de Outubro de 1980   | Independente                                 |
| 53                                                                             |         | Shafik Dib Wazzan شفيق أديب الوزان (1925–1999)                                    | 25 de Outubro de 1980   | 30 de Abril de 1984     | Independente                                 |
| 54                                                                             |         | Rashid Karami رشيد كرامي (1921–1987) (8ª mandato)                                 | 30 de Abril de 1984     | 1 de Junho de 1987      | Frente de Salvação Nacional                  |
| 55                                                                             |         | Selim Hoss سليم الحص (1929–) (2ª mandato)                                         | 2 de Junho de 1987      | 14 de Outubro de 1990   | Independente                                 |
| 56                                                                             |         | Michel Aoun ميشال عون (1935–)                                                     | 22 de Setembro de 1988  | 13 de Outubro de 1990   | Militar                                      |
| 57                                                                             |         | Selim Hoss سليم الحص (1929–) (3ª mandato)                                         | 14 de Outubro de 1990   | 24 de Dezembro de 1990  | Independente                                 |
| 58                                                                             |         | Omar Karami عمر كرامي (1934–2015) (1ª mandato)                                    | 24 de Dezembro de 1990  | 13 de Janeiro de 1992   | Independente                                 |
| 59                                                                             |         | Rachid Solh رشيد الصلح (1926–2014) (2ª mandato)                                   | 13 de Janeiro de 1992   | 31 de Janeiro de 1992   | Independente                                 |
| 60                                                                             |         | Rafic Hariri رفيق الحريري (1944–2005) (1ª mandato)                                | 31 de Janeiro de 1992   | 6 de Dezembro de 1998   | Movimento do Futuro                          |
| 61                                                                             |         | Selim Hoss سليم الحص (1929–) (4ª mandato)                                         | 6 de Dezembro de 1998   | 23 de Outubro de 2000   | Independente                                 |
| 62                                                                             |         | Rafic Hariri رفيق الحريري (1944–2005) (2ª mandato)                                | 23 de Outubro de 2000   | 21 de Outubro de 2004   | Movimento do Futuro                          |
| 63                                                                             |         | Omar Karami عمر كرامي (1934–2015) (2ª mandato)                                    | 21 de Outubro de 2004   | 19 de Abril de 2005     | Independente                                 |
| 64                                                                             |         | Najib Mikati نجيب ميقاتي (1955–) (1ª mandato)                                     | 19 de Abril de 2005     | 19 de Julho de 2005     | Movimento Majd                               |
| 65                                                                             |         | Fouad Siniora فؤاد السنيورة (1943–)                                               | 19 de Julho de 2005     | 9 de Novembro de 2009   | Movimento do Futuro (Aliança de 14 de Março) |
| 66                                                                             |         | Saad Hariri سعد الحريري (1970–) (1ª mandato)                                      | 9 de Novembro de 2009   | 13 de Junho de 2011     | Movimento do Futuro (Aliança de 14 de Março) |
| 67                                                                             |         | Najib Mikati نجيب ميقاتي (1955–) (2ª mandato)                                     | 13 de Junho de 2011     | 15 de Fevereiro de 2014 | Movimento Majd                               |
| 68                                                                             |         | Tammam Salam تمّام سلام (1945–)                                                    | 15 de Fevereiro de 2014 | 18 de Dezembro de 2016  | Independente                                 |
| 69                                                                             |         | Saad Hariri سعد الحريري (1970–) (2ª mandato)                                      | 18 de Dezembro de 2016  | 29 de outubro de 2019   | Movimento do Futuro (Aliança de 14 de Março) |
| 70                                                                             |         | Hassan Diab حسان دياب (1959-)                                                     | 20 de janeiro de 2020   | 10 de setembro de 2021  | Independente                                 |
| 71                                                                             |         | Najib Mikati نجيب ميقاتي (1955-)                                                  | 10 de setembro de 2021  | 8 de fevereiro de 2025  | Movimento Azm                                |
| 72                                                                             |         | Nawaf Salam نوّاف عبد الله سليم سلام (1953-)                                       | 8 de fevereiro de 2025  | presente                | Independente                                 |